# Enrico Fulchignoni
Enrico Fulchignoni (Messina, 1913 – Parigi, 26 agosto 1988) è stato un commediografo, regista, sceneggiatore, storico, saggista e ricercatore italiano, a lungo attivo in teatro e nel cinema.

## Biografia
Figlio di Mario Fulchignoni, si laureò in medicina nel 1938 nella sua città natale, specializzandosi in fisiologia; fu quindi assistente volontario dell'Istituto di Fisiologia Umana, compiendo alcuni studi sul funzionamento del cuore. Nel medesimo tempo iniziò a dedicarsi al teatro, dapprima fondando e dirigendo il Teatro Sperimentale di Messina, poi nel 1939 passò al Teatro Sperimentale di Firenze. Qui mise in scena opere di giovani autori e rappresentazioni di opere di Luigi Pirandello; conobbe Anton Giulio Bragaglia, dirigente del Teatro delle Arti di Roma, che gli affidò la regia di Piccola città di Thornton Wilder. Riscosse un successo tale da essere replicato al Teatro Nuovo di Milano, nel 1940, con interpreti principali Elsa Merlini e Renato Cialente. Dal 1939 la sua attività per il Teatro Sperimentale di Roma divenne frenetica: mise in scena testi di Aristofane (Gli uccelli, Le nuvole e Le rane), di Achille Campanile (Il ciambellone), quindi di Pier Maria Rosso di San Secondo, Gabriele D'Annunzio, Sofocle e Aldo De Benedetti. Andò anche a Venezia come assistente di Renato Simoni per Il ventaglio e Il campiello.
Dal 1939 si dedicò anche all'allestimento di opere liriche: prima con Aminta di Christoph Willibald Gluck, tratta da Torquato Tasso e Adelchi per il Maggio Musicale Fiorentino al Giardino di Boboli; quindi, per il Teatro delle Arti, a La cambiale di matrimonio di Gioachino Rossini, Il matrimonio di Modest Petrovič Musorgskij, del 1940: poi, La locanda portoghese di Luigi Cherubini e La storia del soldato di Igor' Fëdorovič Stravinskij nel 1941.
In quello stesso anno cominciò a dedicarsi al cinema, dapprima dirigendo insieme a Fernando Cerchio il cortometraggio Ragazze sotto la tenda; quindi, nel 1942, diresse e sceneggiò in collaborazione con Michelangelo Antonioni il suo unico lungometraggio a soggetto, I due Foscari tratto dal dramma di George Byron che ispirò anche Giuseppe Verdi per la sua omonima opera. Nel dopoguerra scrisse altri due soggetti per Luigi Zampa e Goffredo Alessandrini (biennio 1948-1949) e diresse altri due cortometraggi nel biennio 1959-1960, apparendo anche per l'unica volta come attore in un film di Éric Rohmer del 1959, Il segno del leone. Insegnò anche recitazione al Centro sperimentale di cinematografia.
Fu anche traduttore, saggista e critico: nel 1942 collaborò con Soichi Nagami al Teatro dell'Università di Roma per un saggio sul Teatro No giapponese: quindi tradusse dal russo le memorie teatrali di A. Tairev; infine collaborò come articolista di cinema, scienza, arti e culture a molti periodici quali Bianco e Nero, Cinema, Dramma, Scenario, La fiera letteraria, Tempo, Il Corriere della sera e in ultimo, Il Giornale. Si dedicò anche all'attività di autore di commedie e drammi tra il 1941 e il 1957, molti firmati in collaborazione con B. Joppolo.
Ripresa l'attività universitaria, dal 1948 al 1966 fu dapprima assistente, poi dal 1953 insegnante di pedagogia e psicologia; nel 1968 venne nominato docente di sociologia delle comunicazioni di massa. Dal 1949 iniziò a vivere a Parigi, venendo nominato direttore della "Film Section" dell'UNESCO e realizzò numerosi documentari a cortometraggio di carattere psichiatrico, antropologico e sulla storia dell'arte. Tra questi citiamo Images de la folie del 1950 e L'or de Colombie del 1954 sull'arte Precolombiana. In seguito venne nominato presidente del Consiglio Internazionale del Cinema e della Televisione, sempre sotto l'egida dell'UNESCO. 
Pubblicò anche i saggi La moderna civiltà dell'immagine (1964) e L'immagine nell'era cosmica (1972). Collaborò anche con l'Istituto Italiano di Cultura a Parigi, allestendo rappresentazioni teatrali con attori non professionisti; quindi, come storico del cinema, con la Cinématheque Française e all'Università della Sorbona. Dal 1974 collaborò con l'emittente radiofonica francese France Culture. Alla Mostra del Cinema di Venezia fu direttore della sezione Venezia genti e nel 1988 venne presentato postumo il suo ultimo lavoro, Fulchignoni et le Dongon, documentario etnografico di venti ore realizzato in collaborazione con Jean Rouch e girato nel Mali. L'autore non poté presenziare alla proiezione del suo ultimo lavoro poiché la morte lo colse alla fine di agosto del 1988, all'età di 74 anni, nella capitale francese. Dal 1990 il premio annuale per l'Organizzazione della Biennale di Venezia è intestato a suo nome.

## Filmografia

### Regista cinema
- Ragazze sotto la tenda (1941) cortometraggio, con Fernando Cerchio
- I due Foscari (1942)
- Lettera da El Alamein (1959) cortometraggio
- Oriente-Occidente (1960) cortometraggio

### Soggetti cinema
- L'ebreo errante di Goffredo Alessandrini (1948)
- Anni difficili di Luigi Zampa (1948)

### Attore cinema
- Il segno del leone (Le signe du lion) di Éric Rohmer (1959)

## Saggi
- L'arlecchino errante. Da canovacci di commedia dell'arte del XVII secolo (1941)
- Il teatro giapponese. Sette No (1942)
- Storia e teoria del teatro Kammerny di Mosca (1943)
- Esistenzialismo e puritanesimo in O'Neill (1948)
- La musica e il lavoro (1949)
- Il film e i metodi proiettivi (1950)
- Filmologia e psicologia infantile (1952)
- Il cavallo a dondolo (1970)

## Drammi e commedie
- Il digiunatore (1941)
- A ognuno la sua croce (1942)
- Matteo Falcone (1948), tratto da Prosper Mérimée
- Les grenouilles (1951), tratto da Le rane di Aristofane
- Il reduce involontario (1955), scritta con Beniamino Joppolo
- Fred (1955), scritta con Beniamino Joppolo
- Salita sull'albero (1956), scritta con Beniamino Joppolo
- La tazza di caffè (1957), scritta con Beniamino Joppolo
- Il generale malcontento (1958), scritta con Beniamino Joppolo
- L'inondazione (1958), scritta con Beniamino Joppolo